# Amadio de los Amidei

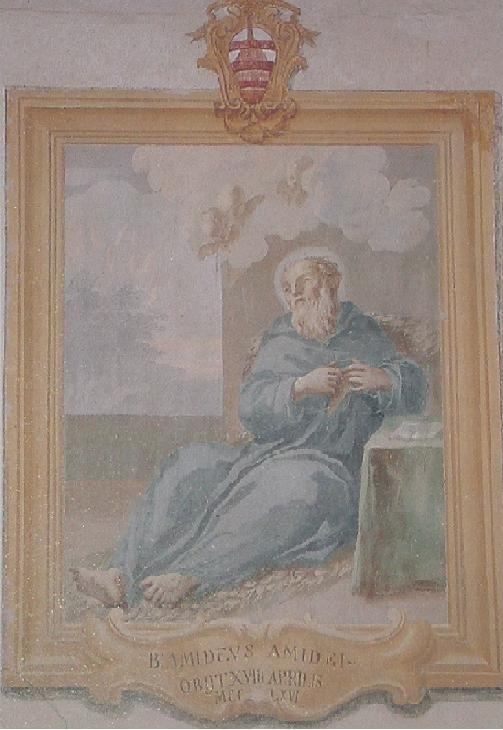
Fresco de San Amadio de los Amadei.

Amadio de los Amadei (Florencia-Monte Senario, 1266), conocido también como Bartolomeo de los Amadei, fue un religioso católico italiano, uno de los siete fundadores de la Orden de los Servitas. Los siete hicieron un pacto por el que declararon que si todos no eran capaces de entrar en el cielo, entonces ninguno tendría acceso al mismo.
Nació en una familia muy rica e importante, la familia Amadei, pero él no se interesó por el dinero. Se dedicó a una vida religiosa junto con los otros santos padres fundadores. Murió en 1266 y los padres fundadores vieron una luz que apareció en el cielo como signo de su amor por Dios. Su nombre en italiano significa "Amado por Dios", que según algunos era una señal del destino.
La orden que fundó actualmente está presente en todo el mundo. Fue canonizado por el papa León XIII el 15 de enero de 1888. El día de su festividad es el 17 de febrero.